# 李海元
李 海元（イ・ヘウォン、朝鮮語: 이해원、1930年9月14日 - 2014年12月11日）は、大韓民国の大学教員、政治家。第24代ソウル特別市長、第8・9・10・11代大韓民国国会議員。
本貫は全州李氏、号は玆汕（チャサン、자산）。同じく忠清北道堤川郡を含む選挙区から選出された第3・4・5代国会議員の李泰鎔は父。

## 経歴
1930年9月14日、忠清北道の堤川市に生まれた。景福高等学校を卒業し、ソウル大学校法学部に進学し、さらにミネソタ大学で修士（政治学）を修了した。
その後はソウル大学校法大行政大学院講師、成均館大学校法政大教授を務め、1971年5月25日の第8代総選挙にて当選し、政界入りした。その後第11代まで国会議員を務めた。第五共和国時代には保健社会部の長官を務め、第六共和国時代には第24代ソウル特別市長（任期1991年2月19日 - 1992年6月25日）などを務め、施策として水資源としての漢江の管理のための漢江管理庁の新設の推進などを行った。他は民主共和党報道官・院内副総務、維政会院内総務・文公委員長、IPU・APU韓国代表、社団法人共同体社会フォーラム会長を務めた。
2014年12月11日、持病により84歳で亡くなった。

## 賞勲
- 青条勤政勲章[1]